# Liste von Paternosteraufzügen
Die Liste von Paternosteraufzügen enthält viele weltweit noch vorhandene Paternoster (eigentlich: Umlaufaufzüge). Teilweise können diese besichtigt oder sogar befahren werden. Die Liste erhebt nicht den Anspruch der Vollständigkeit.
(x) ... ehemals betriebene Paternoster (dem Eintrag vorangestellt)

## Belgien
- Brüssel
  - Flämisches Parlament

## Dänemark
- Frederiksberg
  - Frederiksberg Rådhus, Smallegade 1
- Kopenhagen
  - Christiansborg
  - Vognmagergade 8 (KVUC - Københavns Voksenuddannelsescenter)
  - Vesterbrogade 4 (Axelborg)
- Esbjerg
  - Sydvestjysk sygehus
- Nordborg
  - Danfoss
- Randers
  - Randers sygehus

## Deutschland

### Baden-Württemberg
- Giengen an der Brenz
  - BSH Hausgeräte GmbH, Robert-Bosch-Straße (Gebäude 100, nicht öffentlich)
- Heidenheim an der Brenz
  - Voith AG, St. Pöltener Straße 43, Ingenieurzentrum (nicht öffentlich)
- Karlsruhe
  - ehem. Bundesbahndirektion (Lammstraße, nicht öffentlich)
- Kornwestheim
  - ehemalige Salamander-Schuhfabrik (nur für Geschäftskunden, von der Pforte einsehbar)
- Mannheim
  - SCA Hygiene Products (heute essity GmbH), Sandhofer Straße 176 (noch vorhanden, jedoch stillgelegt und zugemauert)
  - Kaufhof, Am Paradeplatz P1 (nur für Mitarbeiter)
  - Aufzugsmuseum im Wasserturm Seckenheim (nicht befahrbar, nur zu besonderen Anlässen geöffnet)
- Reutlingen
  - Gewerbepark Emil-Adolff-Straße 14 (ehemals Emil Adolff GmbH & Co. KG, stillgelegt)
- Schramberg
  - Gewerbepark der Firma Junghans (zwei befahrbare Paternoster, im Rahmen einer Werksführung benutzbar)
  - Technologie- und Gewerbepark H.A.U. (Anlage stillgelegt)
- Stuttgart
  - Stuttgarter Rathaus (je einer im Marktplatzflügel, im Altbau und in der Rathauspassage, öffentlich, Öffnungszeiten: Montag bis Donnerstag 8-18 Uhr, Freitag 8-15 Uhr; Samstag + Sonntag geschlossen)
  - Markthalle Stuttgart (noch vorhanden, nicht öffentlich zugänglich, aus der Markthalle einsehbar)
  - Arbeitsgericht Stuttgart, Johannesstraße (nicht befahrbar, einsehbar in der ersten Etage)
  - Kaufhof in der Königsstraße (zwei Anlagen, nur für Mitarbeiter, Zugang übers Kunden-WC)
  - Robert Bosch GmbH, Werk Feuerbach, Gebäude 320 (zurückgebaut und durch Aufzug ersetzt) und Gebäude 394 (nur für Mitarbeiter, aufgrund von Reparaturbedarf bis auf weiteres stillgelegt)
  - Allianz Lebensversicherungs-AG, Gebäude Reinsburgstraße 19 (nur für Mitarbeiter)
  - Literaturhaus, Breitscheidstraße 4 (Stand Mai 2019: öffentlich zugänglich)
  - Universität Stuttgart, Seidenstraße 36 (nach Unfall stillgelegt)
  - ehem. Bundesbahndirektion am Hauptbahnhof (stillgelegt, Gebäude bis auf vorderen Flügel abgerissen)

### Bayern
- Augsburg
  - Finanzamt, Prinzregentenplatz 2 (nur für Mitarbeiter)
- Bayreuth
  - Turnerschaft Munichia Bayreuth, Friedrichstraße 27 (Dreifarbige)
- München
  - Deutsches Patent- und Markenamt (Zweibrückenstraße 12, öffentlich zugänglich, nur für eingewiesene Mitarbeiter)
  - Polizeipräsidium München (Ettstraße 2; nicht öffentlich zugänglich;)
  - Altes Technisches Rathaus (Blumenstraße 28 b, öffentlich zugänglich, nur für eingewiesene Mitarbeiter)
  - Großmarkthalle München – Kontorhaus 2 in der Großmarkthalle
  - Kaufhof, München, am Marienplatz (nur für Mitarbeiter)
  - Boston Consulting Group, Ludwigstraße 21
  - Angerpalais, Unterer Anger 3 (nicht öffentlich zugänglich)
  - (x) (ehemals betriebener Paternoster) im ehemaligen Schwarzen Haus, Färbergraben, Paternoster etwa aus 1970, Abriss des Gebäudes, das den Süddeutschen Verlag beherbergte, 2009. (6 Stockwerke, 14 Kabinen, 3:27 min Umlaufzeit)[1]
- Nürnberg
  - Kaufhof, Königstraße 42–52 (nur für Mitarbeiter) von 1961[2]
  - Siemens, Straßburger Straße 23 (durch Aufzug ersetzt) von 1957[2]
  - (x) AEG, Muggenhofer Straße 135, von 1962, Stilllegung 2008[3]
  - (x) Plärrerhochhaus, Am Plärrer 43, von etwa 1954, Demontage und Ersatz durch Aufzug 1976[4]
  - (x) Reichsbahndirektion Nürnberg, Sandstraße 38, Baujahr unbekannt, 2005 zugemauert[5]
- Selb
  - Verkaufsräume der Rosenthal AG, zu Ausstellungszwecken in Betrieb

### Berlin
- Stadt Berlin
  - Agentur für Arbeit, Liegenschaft Lichtenberg-Gotlindestraße Haus 1, Aufgang B, 12 Stockwerke (nach Generalinspektion stillgelegt, Kabinen und Schacht mit Gipskartonwand „versteckt“, Anlage jedoch voll funktionstüchtig)
  - Agentur für Arbeit, Regionaldirektion Berlin Brandenburg, Friedrichstraße 34, 5 Stockwerke (stillgelegt, Kabinen und Schacht zugemauert, Anlage vollständig erhalten)
  - Axel-Springer-Hochhaus (2 ×, nur für Mitarbeiter, 20 Stockwerke, höchster Paternoster Europas)
  - Auswärtiges Amt (ehemaliges Reichsbankgebäude, 7 Paternoster, nur für Mitarbeiter)
  - Bayer AG (Müllerstraße 174)
  - Berlin-Brandenburgische Akademie der Wissenschaften (Standort Jägerstraße, nur für Mitarbeiter)
  - Bundesministerium der Finanzen (drei Anlagen im nicht-öffentlichen Bereich im Detlev-Rohwedder-Haus)
  - Bundesministerium des Innern, für Bau und Heimat (Dienstgebäude Krausenstraße, grundsätzlich nicht öffentlich zugänglich, im Einzelfall Besuch nach Voranmeldung möglich)
  - Verwaltungsgebäude der Deutsche Bahn AG Ruschestraße 104 (nur für Mitarbeiter)
  - Deutscher Bundestag, Gebäude Luisenstraße 35 (nur für Mitarbeiter) - 2023 abgerissen
  - Hauptverwaltung der Deutsche Rentenversicherung Bund (nur für Mitarbeiter)
  - Haus des Rundfunks (2 Paternoster, nur für Mitarbeiter)
  - Hochschule für Technik und Wirtschaft Berlin (HTW), Campus Wilhelminenhof, PBH-Gebäude, Peter-Behrens-Bau (NAG-Gebäude, später WF, bis Ende 2005 Samsung) in der Ostendstraße 1 in Berlin-Oberschöneweide (öffentlich zugänglich und in Betrieb)
  - Kleiststr. 23–26 am Wittenbergplatz (nicht mehr vorhanden)
  - Verwaltungsgebäude des Kraftwerks Klingenberg
  - Kurfürstendamm 57,10707 Berlin (nur tagsüber und nicht durchgehend in Betrieb)
  - Polizeigebäude Gothaer Str. 19
  - Rathaus Schöneberg (öffentlich zugänglich; im Oktober 2017 außer Betrieb, Zukunft ungewiss)
  - Senatsverwaltungen für Finanzen
  - Senatsverwaltung für Stadtentwicklung, Bauen und Wohnen, Württembergische Straße 6, 1070 Berlin (Wiederinbetriebnahme am 5. Mai 2025; Nutzung nur für Mitarbeiter)
  - Senatsverwaltung für Wirtschaft, Martin-Luther-Str. 105, 10825 Berlin
  - Siemens (2 × Siemensdamm 50, 11 Stockwerke; Siemensdamm 62; Nonnendammallee 101 – alle jeweils nur für Mitarbeiter)
  - SOLON SE, Verwaltungsgebäude, Am Studio 16, 12489 Berlin
  - Ehemalige Zentrale des Ministeriums für Staatssicherheit:
    - Haus 1, Ruschestraße 103, 10365 Berlin-Lichtenberg (zwei Anlagen im Gebäude der Forschungs- und Gedenkstätte Normannenstraße, in der Regel nicht in Betrieb)
    - Haus 7, Ruschestraße 103, 10365 Berlin-Lichtenberg (zwei Anlagen in einem von der BStU genutzten Gebäude, davon eine nicht öffentlich zugänglich)

  - Verkehrslenkung Berlin, Gothaer Str.
  - Bürohaus Franz-Mehring-Platz 1 am Ostbahnhof, u. a. Redaktionssitz der Tageszeitung Neues Deutschland (öffentlich zugänglich, in Betrieb werktags außerhalb der Ferien von ca. 9:00 bis 18:00 Uhr)

### Brandenburg
keine Einträge vorhanden

### Bremen
- Stadt Bremen
  - Bremer Baumwollbörse (Offen zugänglich / Nur für Mitarbeiter)
  - Haus des Reichs (Senator für Finanzen; 3 ×, Rudolf-Hilferding-Platz 1)
  - swb-Zentrale (Theodor-Heuss-Allee 20; nur für Mitarbeiter)
  - Weinkontor Ulrichs GmbH & Co. KG (Auf der Muggenburg 7; für Besucher des Hauses zugänglich)

### Hamburg
- Stadt Hamburg[6]
  - Bezirksamt Eimsbüttel (2 ×: Grindelberg 62 u. 66)
  - Bezirksamt Hamburg-Nord (Kümmellstr. 7)
  - Behörde für Inneres und Sport (Johanniswall 4, nur für Mitarbeiter)
  - Stadthaus (Hamburg) (Stadthausbrücke 8) seit 2013 außer Betrieb
  - Finanzbehörde (2 ×, Gänsemarkt 32, Nutzung laut Pförtner nur für eingewiesenes Personal gestattet)
  - Finanzamt Hamburg-Harburg (Harburger Ring 40, nicht mehr öffentlich zugänglich)
  - Finanzamt Hamburg-Oberalster (Bieber-Haus, Heidi-Kabel-Platz 2, außer Betrieb)
  - Axel-Springer-Haus (1 ×, nur für Mitarbeiter, inkl. der höchste Paternoster in Hamburg (Ausstiegsmöglichkeiten in 13 Etagen))
  - Beiersdorf AG (Unnastraße 48, nur für Mitarbeiter)
  - Columbia-Haus (Deichstraße 29)
  - Commerzbank AG (Ness 7–9, nur für Mitarbeiter)
  - Deutsche Bahn AG, Museumstraße 39 (alte Bundesbahndirektion Altona, nur Mitarbeiter und angemeldete Besucher)
  - Deutsche Zentralbibliothek für Wirtschaftswissenschaften und GIGA (Neuer Jungfernstieg 21) seit 2015 außer Betrieb
  - Flüggerhaus (Rödingsmarkt 19)
  - Hochbahnhaus (Steinstraße 20, nur für Mitarbeiter)
  - Hapag-Lloyd-Gebäude (Ballindamm, Ferdinandstr. 56, nur Mitarbeiter)
  - Landgericht am Sievekingsplatz (2 × Grundbuchhalle im Ziviljustizgebäude, der in der Grundbuchhalle selbst wurde bis Ende 2022 wieder instand gesetzt; der Zweite ist außer Betrieb, aber noch zu besichtigen (Reparatur des zweiten Paternosteraufzuges ist geplant))
  - Kampnagel (Jarrestraße 20; Paternosteranlage des Herstellers Kehrhahn von 1953, 2023 zusammen mit dem Verwaltungsgebäude Kampnagel unter Denkmalschutz gestellt.)[7]
  - Kaufhof, Mönckebergstraße 3 (nur für Mitarbeiter)
  - Laeiszhof (Trostbrücke 1)
  - Levantehaus (Mönckebergstraße 7, die 2 funktionstüchtigen Paternosteraufzüge wurden in beleuchtete Schaukästen mit Werbung verwandelt)
  - Paulsenhaus (Neuer Wall 72)
  - PHNX Co-Living-Aparthotel (Hannoversche Straße 88, im Gebäude der ehemaligen Gummifabrik der Phoenix AG, war von März 2015 bis Juni 2020 außer Betrieb)[8]
  - Procom-Haus (Rathausstr. 7, nur für Mitarbeiter und Besucher)
  - Sprinkenhof (Burchardstraße 14)
  - Signal Iduna Gruppe (Neue Rabenstraße 15, 3 nur Mitarbeiter und angemeldete Besucher), beim bevorstehenden Abriss des Gebäudes werden alle drei verloren gehen.[9][10]
  - Schauenburger Hof (Schauenburger Straße 27, nur für Mitarbeiter und Besucher)
  - Slomanhaus (Nebeneingang Steinhöft 11, nicht mehr öffentlich zugänglich)
  - Staatsanwaltschaft Hamburg (Kaiser-Wilhelm-Straße 100)
  - Vollers (Rossweg 20)

### Hessen
- Darmstadt
  - Kaufhof, Schloss (nur für Mitarbeiter)
- Frankfurt am Main
  - ehem. I.G.-Farben-Haus von Hans Poelzig (8 ×), heute Gebäude der Goethe-Universität (Campus Westend)
  - fünf nicht öffentlich zugängliche Paternoster im Industriepark Höchst – zwei im ehemaligen Technischen Verwaltungsgebäude der Hoechst AG (C770) von Peter Behrens, je einer in Gebäude D710, C653, C655 (stillgelegt und demontiert) und C657
  - Oberlandesgericht Frankfurt (nur für Mitarbeiter)
  - BHF-Bank-Hochhaus (nur für Mitarbeiter)
  - alte Adlerwerke, Kleyerstr. 19 (nur für Mitarbeiter der Werbeagentur „young&rubicam“)
  - Flemings Selection Hotel Frankfurt-City (ehemaliges Bayer-Hochhaus), Eschenheimer Tor 2 (Paternoster darf auch von „Nicht-Hotelgästen“ benutzt werden, um zur Bar bzw. zum Restaurant zu fahren. Lichtschranken sorgen dafür, dass die Anlage sofort anhält, wenn sich jemand dicht im Einstiegsbereich befindet, ohne dass eine Kabine an der Etage ist.[11])
  - Kaufhof, Große Eschenheimer Straße (2×, nur für Mitarbeiter)
  - nicht öffentlicher Paternoster mit nach außen verglasten Kabinen und Aufzugsschacht an der Nordseite des westlichen Kopfbaus der ehemaligen Großmarkthalle, heute Teil des Neubaus der Europäischen Zentralbank[12]
- Kassel
  - Hauptverwaltung der Wintershall
- Wetzlar
  - Leica Microsystems (nur für Mitarbeiter)
  - Buderus alte Hauptverwaltung
  - Bosch Thermotechnik Hauptverwaltung
  - Buderus Hauptverwaltung Hessische Berg- und Hüttenwerke AG
- Wiesbaden
  - SOKA-Bau
  - Statistisches Bundesamt (2 – Nur für Mitarbeiter)
  - Industriepark InfraServ Kalle-Albert (2 – nur für Mitarbeiter)

### Mecklenburg-Vorpommern
- Lubmin
  - EWN Entsorgungswerk für Nuklearanlagen, Verwaltungsgebäude des Kernkraftwerk Greifswald/Lubmin
- Stralsund
  - Volkswerft Stralsund, ehemaliges Verwaltungsgebäude An der Werft 5 (Stralsund)

### Niedersachsen
- Braunschweig
  - (x) Kreiswehrersatzamt (Grünewaldstraße, nicht mehr im Betrieb)
- Göttingen
  - Gothaer Versicherungen, Gothaer Platz 5 (Paternoster von 1957.[13] Gebäudeabriss 2020)
- Hannover
  - Kaufhof – Ernst-August-Platz 5 (nur für Mitarbeiter)
  - Therapiezentrum – Krausenstraße 50, 30171 Hannover (Paternoster hinter Glas)
- Salzgitter
  - Hauptverwaltung der Salzgitter AG

### Nordrhein-Westfalen
- Aachen
  - Haus Grenzwacht, Gebäude der Stadtverwaltung (nur für Mitarbeiter)
  - Haus der StädteRegion (ehemals Kreishaus,  von 1956 bis 1980 in Betrieb, demontiert und durch Aufzüge ersetzt)
- Bochum
  - Hauptverwaltung der Deutsche Rentenversicherung Knappschaft-Bahn-See (nur für Mitarbeiter)
  - Rathaus Bochum (nach Stilllegung seit 20. Oktober 2015 wieder in Betrieb)
- Bonn
  - Bundesrechnungshof/Auswärtiges Amt (nur für Mitarbeiter)
- Detmold
  - Finanzamt (Ende der 1990er Jahre demontiert und durch Aufzug ersetzt)
- Dortmund
  - Stadthaus, nördlicher Bauteil (Inbetriebnahme am 18. März 1931, Stilllegung am 13. Oktober 2006 um 12.03 Uhr)
  - Kaufhof, Westenhellweg (nur für Mitarbeiter)
  - ehemaliges Staatsanwaltschaftsgebäude im Gebäudekomplex des Landgerichts (Nachkriegsexemplar, nur begrenzter Publikumsverkehr, da durch Pförtner kontrollierter Nebeneingang)
- Düsseldorf
  - Finanzamt Harkortstraße
  - Finanzamt Kaiserstraße
  - Finanzministerium NRW, Jägerhofstraße 6 (nicht öffentlich)
  - Galeria Kaufhof, Am Wehrhahn 1 (zwei Anlagen, nur für Mitarbeiter)
  - Kanzlei Freshfields Bruckhaus Deringer LLP, Feldmühleplatz 1 (nicht öffentlich)
  - ehemaliges Mannesmann-Haus (nicht öffentlich)
  - Ministeriumsgebäude am Jürgensplatz 1 (ursprünglich Oberfinanzdirektion Düsseldorf; seit 2017 Ministerium für Heimat, Kommunales, Bau und Gleichstellung des Landes Nordrhein-Westfalen) Nicht öffentlich zugänglich
  - Neuer Stahlhof, Breite Straße 69
  - Gebäude Rather Straße 49d (nicht mehr vorhanden, wurde durch einen modernen Lift ersetzt)
  - Regierungspräsidium, Cecilienallee 2
  - Commerzbank-Hauptstelle, Breite Straße (nur für Mitarbeiter)
  - Deutsche Bank, Mitarbeitergebäude, beim Eingang Breite Straße
  - Polizeipräsidium, Jürgensplatz 5–7 (nicht öffentlich)
  - Bundeswehr, Wilhelm-Raabe-Straße (zwei Anlagen, nicht öffentlich)
- Duisburg
  - Rathaus
  - Stadthaus
  - Finanzamt Süd
  - Siemens Energy in Duisburg-Hochfeld
  - (x) Polizeipräsidium Duisburg
- Essen
  - Deutschlandhaus
  - ehemalige Krupp-Hauptverwaltung in Essen-Altendorf (nicht öffentlich)
  - Finanzamt für Steuerfahndung (nicht öffentlich)
- Gelsenkirchen
  - Rathaus in Buer (außer Betrieb, fährt nur zu besonderen Anlässen, z. B. Tag des offenen Denkmals)
  - Galeria Kaufhof (nur für Mitarbeiter)
- Köln
  - WDR-Gebäude am Wallrafplatz (nur für Mitarbeiter[14]; erbaut 1952, seit 2007 Schauplatz der Interview-Reihe „Der WDR2-Paternoster“)[15]
  - Allianz-Hauptverwaltung, Kaiser-Wilhelm-Ring (nur für Mitarbeiter)
  - Bürogebäude der Momeni Group am Börsenplatz 1 (nicht öffentlich, verbindet derzeit das EG mit dem 3. bis 6. OG)
  - Industrie- und Handelskammer zu Köln (IHK Köln), Unter Sachsenhausen 10–26 (nicht öffentlich)
  - Hansahochhaus, Hansaring 97 (seit teilweisem Umbau zum Hotel Zugänge bis zum 7. Obergeschoss mit Glastüren abgesperrt, für Gewerbemieter der Obergeschosse 8 bis 15 benutzbar)
  - Kaufhof:
    - Flügel An Sankt Agatha (nicht öffentlich, außer bei Veranstaltungen; zwei Anlagen über sieben Geschosse; vom Mitarbeitereingang aus zu sehen; Beide Anlagen waren im September 2020 in Betrieb.)
    - Verwaltungstrakt Leonhard-Tietz-Straße (nicht öffentlich, vier Anlagen über sieben Geschosse, eine der Anlagen vom Pförtner aus zu sehen)

  - VHS-Gebäude nahe Neumarkt (ausgebaut)
  - ehem. Unternehmenszentrale von Felten & Guilleaume, Schanzenstraße 28 in Mülheim (heute öffentlich zugängliches Bürohaus, Mitfahrt jedoch nur für Mitarbeiter, fünf Geschosse)
  - ehem. Disch-Haus, Brückenstraße (Anlage wurde überholt und ist nach Einrichtung einer Zugangssperre wieder in Betrieb, Benutzung nur für eingewiesene Personen mit Hilfe eines Transponders / Schlüssels)
  - Gebäude der Bezirksregierung Köln, Eingang Zeughausstraße 8
- Krefeld
  - Hauptgebäude der Hochschule Niederrhein
  - Finanzamt Grenzstraße
- Leverkusen
  - Chempark, Gebäude K10, K12, K17 sowie außerhalb des Chemparks Gebäude E39, E47 (alle nur für Mitarbeiter; weitere Anlagen im Gebäude I 1 und Q18 und Q26 stillgelegt)
- Lippstadt
  - Zentrale der Hella GmbH & Co. KGaA, Werk 1, Rixbecker Straße 75 (zwei im Gebäude A1, einer im Gebäude D1 (dieser wurde jedoch durch den Abriss des Gebäudes demontiert))
- Lünen
  - Rathaus (derzeit nur ausschließlich für Mitarbeiter nutzbar, die im Rathaus beschäftigt sind)
- Marl
  - Chemiepark Marl, Paul-Baumann-Straße 1, Gebäude 139 (derzeit nur für Mitarbeiter nutzbar)
- Mülheim an der Ruhr
  - Hauptverwaltung der Mannesmannröhren-Werke, Wiesenstraße 36
- Münster
  - Finanzamt für Steuerstrafsachen und Steuerfahndung Münster, Hohenzollernring 80 (nicht öffentlich)
  - Agravis Mischfutterwerk (nur für Mitarbeiter)
  - Kaufhof, Ludgeristraße (nur für Mitarbeiter)
- Oberhausen
  - Rathaus in Alt-Oberhausen, Schwartzstraße 72 (öffentlich)
  - Technisches Rathaus in Oberhausen-Sterkrade, Bahnhofstraße 66 (je einer im Gebäudeteil A und im Gebäudeteil C, öffentlich)
- Wuppertal
  - Finanzamt Elberfeld, Kasinostraße 12
  - Rathaus Barmen
  - Rathaus Elberfeld

### Rheinland-Pfalz
- Mainz
  - Stadthaus (Kreyßigflügel) – ehemalige Reichsbahndirektion (nach Personenschaden seit 22. März 2002 außer Betrieb)

### Saarland
- Saarbrücken
  - Galeria Kaufhof Saarbrücken (nur für Mitarbeiter)

### Sachsen
- Chemnitz
  - Rathaus (wieder in Betrieb)
  - Landesamt für Steuern und Finanzen (Brückenstraße 10)
  - Industrie- und Handelskammer Chemnitz (IHK) (Straße der Nationen 25) – Nicht mehr vorhanden, wurde 2013 ausgetauscht.
  - Polizeidirektion (Polizeirevier Chemnitz-Mitte) Hartmannstraße (ab 16 Uhr außer Betrieb)
  - A4 Gewerbepark (Bornaer Straße 205, 10 Stockwerke)
  - Spinnbau (ehem. Chemnitzer Spinnereimaschinenbau), Altchemnitzer Straße 27 (stillgelegt)
- Dresden
  - Bürogebäude von General Electric (Dresden-Industriegelände, nicht öffentlich zugänglich)
  - Technisches Rathaus (nicht öffentlich zugänglich)
- Görlitz
  - Im Rathaus
- Leipzig
  - Neues Rathaus (öffentlich zugänglich, jedoch Benutzung nur für Rathausangestellte gestattet)
  - ehem. Bezirksverwaltung für Staatssicherheit (Neubau) am früheren Matthäikirchhof
- Pirna
  - Strömungsmaschinenwerk Haus 67 (pdf)

### Sachsen-Anhalt
- Bitterfeld-Wolfen
  - Rathaus, ehemaliges Verwaltungsgebäude der Filmfabrik Wolfen (außer Betrieb)
- Halle (Saale)
  - Ratshof (Rathaus) am Markt (außer Betrieb)
  - Statistisches Landesamt Sachsen-Anhalt in der Merseburger Straße 2 (nur eingewiesene Mitarbeiter)
  - EnviaM in der Magdeburger Straße 36 (nur eingewiesene Mitarbeiter)
- Magdeburg
  - Verwaltungsgebäude des SKET an der Marienstraße (Um 1993 in Betrieb)

### Schleswig-Holstein
- Kiel
  - Rathaus (nur für Mitarbeiter)
  - Landeshaus nur für angemeldete Besucher
  - Bildungsministerium

### Thüringen
- Gera
  - Behördenhaus Puschkinplatz; Anlage 2015 stillgelegt,[16] bei Umbaumaßnahmen 2017/2018 hinter Trockenbauwand verdeckt und nicht mehr zu sehen, soll aber noch vollständig vorhanden sein
- Jena
  - Carl-Zeiss-Werk; Carl-Zeiss Promenade 10 (aus versicherungsrechtlichen Gründen nur für Mitarbeiter benutzbar)
  - Pharmapark; Otto-Schott-Straße 15 (nur für Mitarbeiter)
- Ruhla
  - Uhren Manufaktur Ruhla GmbH, ehemals VEB Uhrenwerke Ruhla (Anlage außer Betrieb und Zugang im Erdgeschoss verschlossen)

## Finnland
- Helsinki
  - Finnisches Parlament
  - Gebäude der Staatlichen Volkspensionsanstalt (Kansaneläkelaitos) (Nordenskiöldenkatu 12, nur für Mitarbeiter)
  - Hämeentie 19

## Großbritannien
- Sheffield
  - Arts Tower der Universität von Sheffield
- Colchester
  - Unibibliothek der Universität Essex

## Niederlande
- Den Haag
  - Ziggo
- IJmuiden
  - Corus-Stahl

## Norwegen
- Oslo
  - Landbrukets hus, Schweigaards Gate 34 C

## Österreich
- Graz
  - (x) (hinter Blenden verborgen) Welcome Tower, ehemals PVA-Hochhaus (Pensionsversicherungsanstalt), Bahnhofgürtel 77–79. Von den Planern der Generalsanierung des Hauses November 2007–2010 vor Demontage gerettet, hinter Blenden verborgen. Gebäude aus den 1950ern ist denkmalgeschützt.[17][18]
  - (x) Gürtelturm, nunmehr Max Tower, Gürtelturmplatz 1, 30 m Höhe, etwa 8 Geschosse, Architekten Kreutzer & (Günther) Krisper, 1975 für die Wiener Städtische Versicherung fertiggestellt, die September 2009 wegsiedelte. Ab 2006 im Eigentum von SOB, Leerstand, Verkauf an die Max Projektentwicklungsgesellschaft von Harald Fischl. [19] Ab Dezember 2011 Demontage bis auf das Stahlbetongerippe. Der Paternoster wurde abgerissen, um konventionelle Lifte einzubauen. Ein Verein versuchte erfolglos den Weiterbetrieb für eine geschlossene Benutzergruppe zu erreichen. Gebäudesanierung im alten Erscheinungsbild.
- Innsbruck
  - Innsbruck Finanzamt (Finanzlandesdirektion), Am Innrain 32
- Klagenfurt
  - Hauptverwaltung der KELAG, Arnulfplatz 2
- Linz
  - (x) Finanzgebäude Ost und West, Hauptplatz: Jeweils ein Paternoster, beide als einzige in Oberösterreich 1965 noch in Betrieb, mit Einzug der Kunsthochschule in das Westgebäude Stilllegung des Paternosters dort. Für den Dachgeschossumbau wurde der Denkmalschutz um 2008/2013 reduziert. Vermutlich beide abgebaut.
- Wien

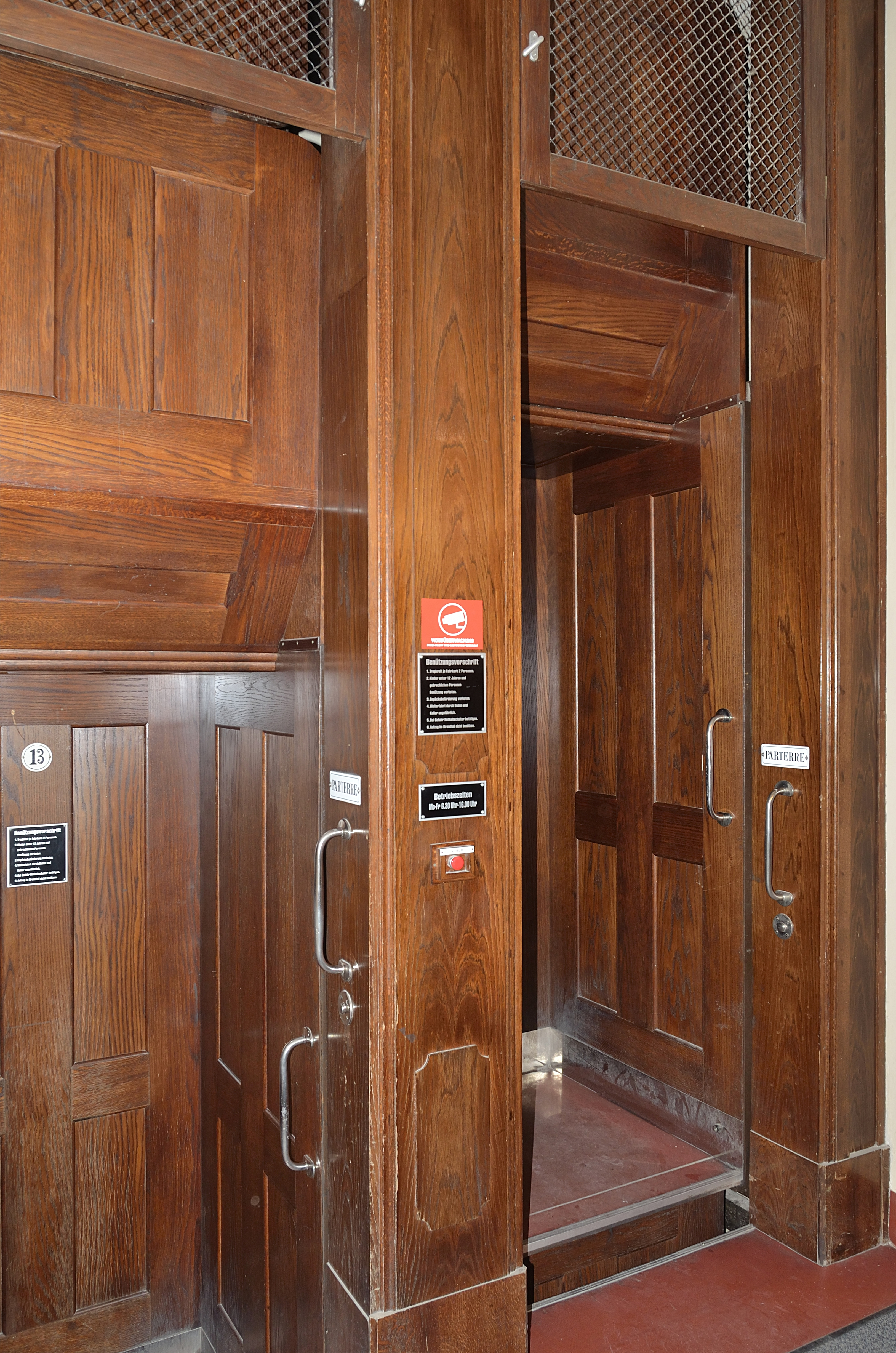
Paternoster im Wiener Rathaus

  - Paternoster im Wiener RathausRathaus (bei Stiege 6 nahe dem Nordeingang Felderstraße; 1913 beauftragt, 1918 eröffnet, einer „der beiden letzten Umlauflifte Wiens, die noch im Originalzustand erhalten sind,“[20] holzvertäfelt), 1010 Wien
  - Haus der Industrie, Schwarzenbergplatz 4 (gebaut 1905–1910 von Freissler, Kabinen und Portale holzvertäfelt, eröffnet 1911 durch Kaiser Franz Josef; ältester bestehender Paternoster Österreichs; 13 Kabinen, 4 min 45 s Umlaufzeit, 0,20 m/s Geschwindigkeit, links Aufwärtsfahrt, 20 m Schachthöhe, die 600 Kettenbolzen werden alle 5 Jahre mit Ultraschall geprüft. Für 2 Personen je Kabine, oberhalb der Eintrittsöffnungen Lichtgitter, etwa 40 cm vor den Trittkanten eine etwa 40 cm breite helle Linie am Boden, Handfeuerlöscher vor dem Eintrittsportal), 1030 Wien[21]
  - (x) Österreichisches Bundesrechenzentrum, Hintere Zollamtsstraße 4 (2 Stk., gebaut 1972, 1973 in Betrieb genommen; einer Türkis, einer Orange; nicht öffentlich, beide führen vom Erdgeschoss bis in das 8. Stockwerk mit 0,25 m/s), 1030 Wien. Die beiden Paternoster sollen im Frühjahr 2017 aufgrund des zu hohen Stromverbrauches von 750 kWh pro Monat, bzw. der hohen jährlichen Wartungskosten (Betrieb: werktags von 6:00–18:00 Uhr) abgebrochen werden.[22] Am 29. März 2017 wurde der Betrieb eingestellt.
  - Bürogebäude Trattnerhof 2, 1010 Wien
  - Bürogebäude der Versicherungsanstalt für Eisenbahnen und Bergbau, Linke Wienzeile 48–52, 1060 Wien, 1913 eröffnet, 2015 bis 2018 für Generalsanierung stillgelegt, seit November 2018 wieder in Betrieb, 0,20 m/s Geschwindigkeit[23]
  - Bürogebäude der Wiener Städtischen Versicherung (Liebermannhof), Obere Donaustraße 49–53, 1020 Wien (Gebäudetrakt bei der Anmeldestelle – über Portier erreichbar)
  - Bürogebäude der Wiener Städtischen Versicherung (Ringturm), Schottenring 30, 1010 Wien (nach den Aufzügen rechts)
  - Bundesministerium für Nachhaltigkeit und Tourismus (BMNT), Stubenring 12
  - (x) ehemaliges Direktionsgebäude der Wienstrom GmbH (jetzt Wiener Netze GmbH.), Mariannengasse 4–6, 1090 Wien. Paternoster errichtet 1914 von A. Freissler. Das Gebäude ist verkauft und wird nach August 2016 bis auf die Fassade abgetragen. Im Dezember 2019 steht der Paternoster zum Verkauf, die Bundesimmobiliengesellschaft (BIG) hat die Firma Baukarussell beauftragt, Gebäudeteile – auch den Paternoster – zur Weiterverwendung zu verkaufen.[24] Hier soll ein Campus für die Medizinuniversität errichtet werden. Im Mai 2020 wird entdeckt, dass hinter planem Sperrholz sich eine Holzvertäfelung der Kabinen befindet. Teile (Kabinen) werden für eine Nachnutzung in einem Kaffeehaus gerettet.[25]
  - (x) Bürogebäude Österreichische Finanzmarktaufsicht (FMA) Wien, Otto-Wagner-Platz 5, 1090 Wien, ca. Mitte der 2000er stillgelegt
  - (x) Neues Institutsgebäude der Universität Wien, Universitätsstraße 7, 1010 Wien, Gebäudeneubau aus 1960–1962, Paternoster in Betrieb bis 2007, dann durch Einkabinenlifte ersetzt.[26]

## Polen
- Katowice
  - Schlesisches Parlament

## Schweden
- Stockholm
  - HSB Riksförbunds hus
  - Postgiroamt-Gebäude in der Mäster Samuelsgata
- Umeå
  - Norrlands Universitetssjukhus

## Schweiz
- Bern
  - (x) Mode Bayard, Marktgasse 27 (Kabinen auf zwei Stockwerken öffentlich zugänglich, Anlage ist abgeschaltet)
- Basel
  - Novartis, Klybeck-Areal, Gebäude 127 (nicht öffentlich)

## Slowakei
- Bratislava
  - Finanzministerium, Štefanovičova 5,
  - Agrarministerium, Dobrovičova 12,
  - Verkehrsministerium, posts and telecommunications, Námestie slobody 6,
  - Innenministerium, Pribinova 2,
  - Eisenbahnen der Slowakischen Republik, Klemensova 8,
- Košice
  - Technische Universität Košice, Letná 9
  - U. S. Steel Košice Verwaltungsgebäude, Vstupný areál U. S. Steel (nicht öffentlich zugänglich)

## Tschechien
- Prag
  - Neues Rathaus, Mariánské náměstí 2, Praha 1 (öffentlich zugänglich, ab 2023 kostenpflig)
  - Magistrat der Hauptstadt Prag, Jungmannova 29 (zwei identische Anlagen, nach 2019 aus Sicherheitsgründen nicht mehr öffentlich zugänglich)
  - Außenministerium (Palais Černín), Loretánké náměstí, Praha 1
  - Ministerium für Industrie und Handel, Na Františku, Praha 1
  - Landwirtschaftsministerium, Těšnov, Praha 1
  - Verkehrsministerium (nur für Mitarbeiter)
  - Gebäude des tschechischen Rundfunks (Český rozhlas), Vinohradská 12, Praha 2 – der älteste Paternoster in Tschechien (nur für Mitarbeiter)
  - Städtisches Gericht, Praha 2, Slezská 9
  - Finanzdirektion Prag, Praha 1,  Štěpánská
  - Palais Lucerna, Praha 1, Wenzelsplatz (Václavské náměstí) – Eintritt in die Passage aus der Štěpánská (Tür generell verschlossen, Gebäude aber trotzdem zugänglich).
  - Palais YMCA – Na Pořiči 12 (für Mitarbeiter und FSJ-Leistende)
  - Gebäude der Komerční banka am Wenzelsplatz, Praha 1
  - Rathaus von Praha 1 Stadtteil, Vodičkova 18 (öffentlich zugänglich)
  - Büro- und Geschäftshaus U Novaku, Vodičkova 28, 1. Eingang (durch die Passage öffentlich zugänglich)
  - Rathaus von Praha 7 Stadtteil, Holešovice
  - Palais Dunaj, Praha 1, Národni 10 (nicht öffentlich zugänglich)
  - Gebäude der Fakultäten für Maschinenbau bzw. Elektrotechnik der ČVUT (drei Aufzüge, erreichbar über Technická 2 oder 4, 166 27  Praha 6)
  - Juristische Fakultät der Karls-Universität, Praha 1, Náměstí Curieových
- Ostrava
  - Rathaus
- Brünn
  - Post am Hauptbahnhof (ab 7/2023 nicht mehr in Betrieb)
- Zlín
  - Baťův mrakodrap (Baťa-Hochhaus), Třída Tomáše Bati 21
- Znojmo
  - Bürogebäude (Businesspark), Prümyslová 711/20

## Ukraine
- Uschhorod
  - Regionalverwaltung

## Ungarn
- Budapest
  - Ministerium für Inneres (József Attila utca 2-4.)
  - Finanzministerium (József nádor tér 2-4.)
  - Verteidigungsministerium (Balaton utca 7-11.)
  - Ministerium für Energie (Október huszonharmadika utca 18., ehemaliges MOL-Hauptsitz)
  - Ministerium für Wirtschaft (Vám utca 5.)
  - NAV (Finanzamt)-Bürohaus (Széchenyi utca 2.)
  - Zentrale der Budapester Elektrizitätswerke ELMŰ, (Váci út 72-74.)
  - MÁV ehemalige Eisenbahndirektion Budapest (Kerepesi út 3).
  - Budapester Verkehrsbetriebe (Akácfa utca 15.)
  - OTP-Bürohaus (Nádor utca 6.)
  - OTP-Bürohaus (Deák Ferenc utca 7-9.)
- Miskolc
  - Universität
- Kecskemét
  - Krankenhaus (Altbau)

- Pécs
  - Landesgerichtshof (Rákóczi út 34)

Zusätzlich diesen sind auch noch etliche betriebsunfähig vorhanden, wie z. B. in der ehemaligen Generaldirektion der MÁV (Andrássy út 73-75.)